# (5754) 1992 FR2
(5754) 1992 FR2 (1992 FR2, 1935 SD, 1941 KB, 1952 UJ, 1969 RR, 1982 JK3, 1982 KV, 1990 WC3) — астероїд головного поясу, відкритий 24 березня 1992 року.
Тіссеранів параметр щодо Юпітера — 3,596.